# Пахомова (Ішимський район)
Пахо́мова (рос. Пахомова) — село (колишній присілок) у складі Ішимського району Тюменської області, Росія.
Населення — 538 осіб (2010, 538 у 2002).
Національний склад станом на 2002 рік:
- росіяни — 90 %